# سكوت أبيل
سكوت أبيل (بالإنجليزية: Scott Appel)‏ هو عالم موسيقى وعازف قيثارة أمريكي، ولد في 3 مارس 1954، وتوفي في 11 مارس 2003.

## وصلات خارجية
- سكوت أبيل على موقع ميوزك برينز (الإنجليزية)
- سكوت أبيل على موقع ديسكوغز (الإنجليزية)